# Энкенворт, Виллем ван
Виллем ван Энкенворт (22 января 1464, Мирло, Северный Брабант — 19 июля 1534, Рим) — голландский кардинал, Епископ Тортосы в 1523—1534 годах и епископ Утрехта в 1529—1534 годах. Единственный кардинал, возведённый папой Адрианом VI.

## Биография
Энкенворт был сыном фермера, Виллема ван Энкенворта-старшего, и стремился сделать церковную карьеру. Он учился в Лёвене, где, вероятно, был учеником Адриана Флоренсзоона Буйенса, позднее папы Адриана VI. В 1489 году его отправили в Рим, где он продолжил обучение в университете Сапиенца, в котором в 1505 году получил лиценциат.
В 1495 году Виллем присоединился к свите папы, где собирал пребенды — доходы с приходов, фактически не посещая эти приходы, что было принято в то время. Он представлял интересы приходов в Риме. Ему также удалось получить высокие посты в Риме для нескольких членов его семьи.
Благодаря избранию папы Адриана VI в 1522 году его влияние возросло ещё больше; вместе с Феодориком Гезием он стал личным доверенным лицом папы. Перед смертью папа Адриан сделал Виллема кардиналом. Некоторые кардиналы выступили против этого, но Адриан настоял на своём, и Виллем был возведён в кардиналы 10 сентября 1523 года. Он был вторым кардиналом родом из Нидерландов, и единственным кардиналом, возведённым во время недолгого папства Адриана.

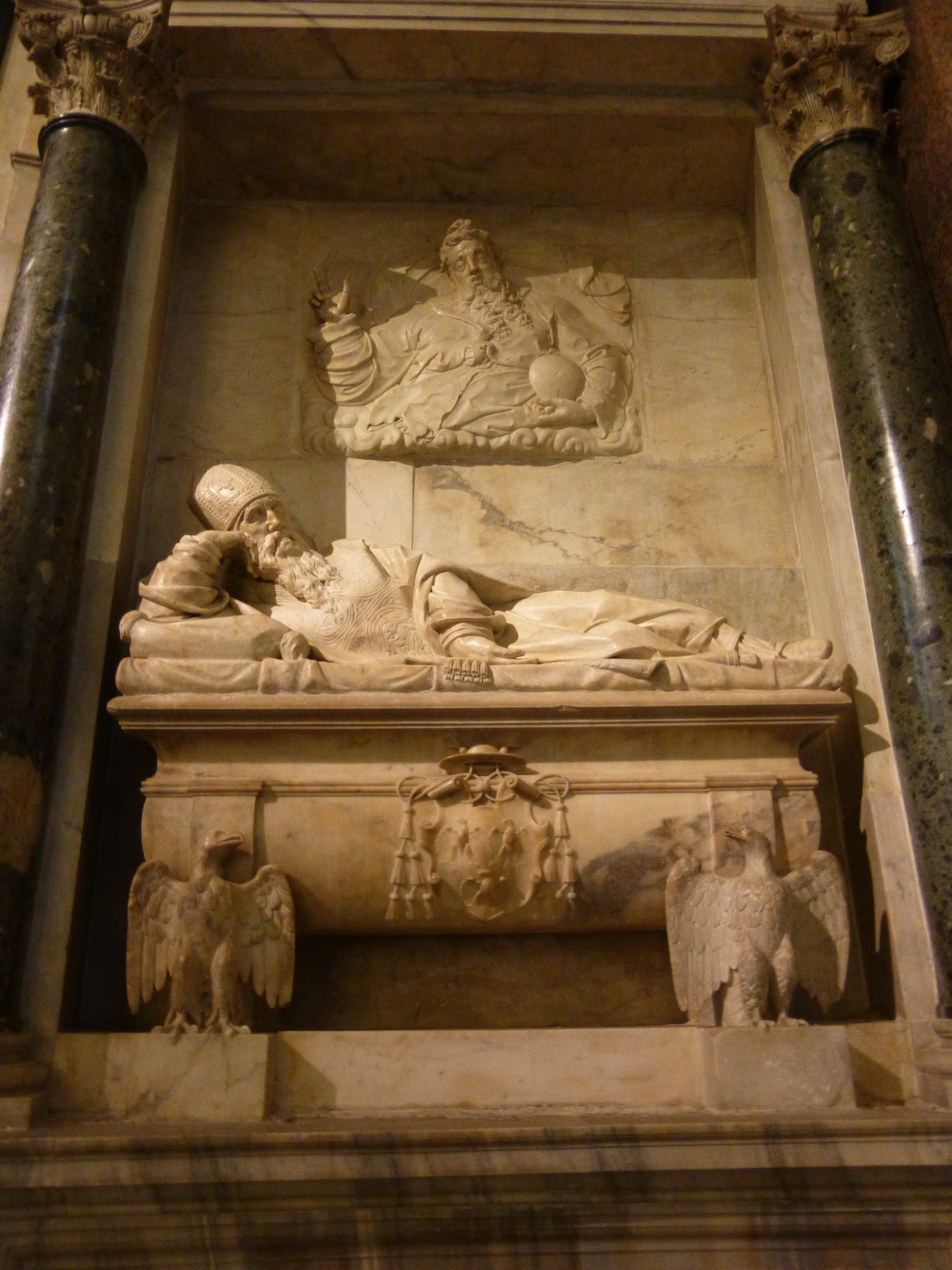
Надгробие Виллема ван Энкенворта в Санта-Мария-дель-Анима в Риме.

После смерти Адриана в 1523 году Виллем ван Энкенворт остался на высоких постах и продолжил своё участвовать в политике — он участвовал в передаче всех земель епископства Утрехта императору Священной Римской империи Карлу V и его коронации в качестве императора в 1530 году. Во время разграбления Рима имперскими войсками в 1527 году он заплатил 40 тысяч скудо капитану Одону, чтобы сохранить свой дом и имущество. В 1529 году он был назначен епископом Утрехта папой Климентом VII, но почти никогда не посещал епископство; последний раз он был в Нидерландах в 1532 году.
Виллем, который был исполнителем завещания Адриана VI, выступил с инициативой установить ему памятник в Санта-Мария-дель-Анима. Монумент был спроектирован Бальдассаре Перуцци и включал в себя имя и герб Виллема. Он также профинансировал украшение часовни Барбара в этой церкви художником Михилем Кокси.
Виллем ван Энкенворт умер в 1534 году. Его памятник, созданный Джованни Мангоне, первоначально находился напротив могилы Адриана VI, но был перенесён в 1575 году. Он до сих пор располагается рядом с главным входом в церковь.